# Saršoni
 Saršoni   (olaszul:  Sarsoni) falu Horvátországban, Tengermellék-Hegyvidék megyében. Közigazgatásilag Viškovóhoz tartozik.

## Fekvése
Fiume központjától 8 km-re északnyugatra, községközpontjától 3 km-re északkeletre fekszik.

## Története
Az i. e. 6. századtól az illír japodok törzse élt ezen a területen. A japodok és a rómaiak után a keleti gótok és a bizánciak uralma következett. A szlávok a 7. században érkeztek ide, azután a frankok, majd a horvát nemzeti királyok uralkodtak itt. 1116-ban az isztriai területekkel együtt egészen Fiuméig az aquileai pátriárka és vazallusai a duinói grófok igazgatása alá került. 1399-ben a duinói grófok kihalása után a Walsee grófi család birtokába jutott. Területe a kastavi uradalom része volt.
A településnek 1857-ben 561, 1910-ben 596 lakosa volt. Az első világháború után az Olasz Királyság szerezte meg ezt a területet, majd az olaszok háborúból kilépése után 1943-ban német megszállás alá került. 1945 után a területet Jugoszláviához csatolták, majd ennek széthullása után a független Horvátország része lett. Fiume városához tartozott, majd 1993. április 15-e óta Viškovo község része. 2011-ben a falunak 1531 lakosa volt.

## Lakosság
| Lakosság változása | Lakosság változása | Lakosság változása | Lakosság változása | Lakosság változása | Lakosság változása | Lakosság változása | Lakosság változása | Lakosság változása | Lakosság változása | Lakosság változása | Lakosság változása | Lakosság változása | Lakosság változása | Lakosság változása | Lakosság változása |
| ------------------ | ------------------ | ------------------ | ------------------ | ------------------ | ------------------ | ------------------ | ------------------ | ------------------ | ------------------ | ------------------ | ------------------ | ------------------ | ------------------ | ------------------ | ------------------ |
| 1857               | 1869               | 1880               | 1890               | 1900               | 1910               | 1921               | 1931               | 1948               | 1953               | 1961               | 1971               | 1981               | 1991               | 2001               | 2011               |
| 561                | 545                | 418                | 466                | 568                | 596                | 299                | 335                | 322                | 306                | 338                | 353                | 336                | 524                | 781                | 1531               |

## Nevezetességei
Ivan Matetić Ronjgov szülőháza műemlékjellegű kulturális érték, mert itt született zeneszerző, dallamíró és zenepedagógus 1880. április 10-én. Új műveinek megalkotásához az Isztria és a horvát tengerpart hagyományos zenéit vette alapul. Kompozíciói többnyire hangszeres kísérettel írt kórusművek, amelyek először alkalmazták az isztriai skálát és a népi aerofon hangszereket. Az isztriai tonalitásról szóló elméleti viták kronológiailag megelőzték a zeneszerző munkásságát, aki 1960-ban halt meg.